# Copa Master de Supercopa 1992
La Copa Master de Supercopa 1992 è stata la prima edizione del trofeo, ed è stata vinta dal Boca Juniors.

## Formula
I club qualificati sono i vincitori delle edizioni della Supercoppa Sudamericana dal 1988 al 1991. Le 4 squadre si affrontano in un torneo a eliminazione diretta, con semifinali e finale in gara unica. Tutti gli incontri si svolgono a Buenos Aires, all'Estadio José Amalfitani.

## Partecipanti
| Squadra      | Torneo vinto                 |
| ------------ | ---------------------------- |
| Boca Juniors | Supercoppa Sudamericana 1989 |
| Cruzeiro     | Supercoppa Sudamericana 1991 |
| Olimpia      | Supercoppa Sudamericana 1990 |
| Racing Club  | Supercoppa Sudamericana 1988 |

## Tabellone
|  | Semifinali     | Semifinali     | Semifinali |          |              | Finale             | Finale             | Finale             |  |
|  |                |                |            |          |              |                    |                    |                    |  |
|  | Boca Juniors   | Boca Juniors   | 1          |          |              |                    |                    |                    |  |
|  | Boca Juniors   | Boca Juniors   | 1          |          |              |                    |                    |                    |  |
|  | Olimpia        | Olimpia        | 0          |          |              |                    |                    |                    |  |
|  | Olimpia        | Olimpia        | 0          |          | Boca Juniors | Boca Juniors       | 2                  |                    |  |
|  |                |                |            |          | Boca Juniors | Boca Juniors       | 2                  |                    |  |
|  |                |                | Cruzeiro   | Cruzeiro | 1            |                    |                    |                    |  |
|  | Racing Club    | Racing Club    | Cruzeiro   | Cruzeiro | 1            | 1 (1)              |                    |                    |  |
|  | Racing Club    | Racing Club    |            |          |              | 1 (1)              |                    |                    |  |
|  | Cruzeiro (dcr) | Cruzeiro (dcr) | 1 (3)      |          |              | Finale terzo posto | Finale terzo posto | Finale terzo posto |  |
|  | Cruzeiro (dcr) | Cruzeiro (dcr) | 1 (3)      |          |              |                    |                    |                    |  |
|  |                |                |            |          |              |                    |                    |                    |  |
|  |                |                |            |          |              | Olimpia            | Olimpia            | 2                  |  |
|  |                |                |            |          |              | Olimpia            | Olimpia            | 2                  |  |
|  |                |                |            |          |              | Racing Club        | Racing Club        | 1                  |  |

## Incontri

### Semifinali
| Arbitro: | Filippi |

|            |           |  |
| Cabañas 1’ | Marcatori |  |

| Arbitro: | Marín |

|     |           |         |
| Paz | Marcatori | Charles |

### Finale 3º-4º posto
| Buenos Aires 31 maggio 1992                                  | Olimpia   | 2 – 1             | Racing Club | Estadio José Amalfitani |
| \| \| \| \| \| Campos , \| Marcatori \| ?’ (rig.) Borelli \| |           |                   |             |                         |
|                                                              |           |                   |             |                         |
| Campos ,                                                     | Marcatori | ?’ (rig.) Borelli |             |                         |

### Finale
| Arbitro: | Nieves |

| |            | |
| Soñora 27’ Giuntini 74’ | Marcatori  | 37’ Edson |
| · Navarro Montoya 1 P · Soñora 4 D · Simón 2 D · Giuntini 6 D · Abramovich 3 D · Pico 5 C · Giunta 8 C · 61’ Apud 11 C · Cabañas 10 C · 45’ Saturno 7 A · Márcico 9 A · A disposizione: · Pogany 12 P · Marchesini 13 D · 61’ Rentera 15 C · 45’ Amato 16 A · Stafuza 18 D | Formazioni | · P 1 Zé Carlos · D 2 Paulo Roberto · D 3 Paulão · D 4 Célio Lúcio · D 6 Nonato · C 5 Ademir · C 7 Luís Fernando Flores 71’ · C 8 Boiadeiro · C 10 Cleisson · A 9 Charles · A 15 Edson 74’ · A disposizione: · P 12 Paulo César · D 13 Zelão · D 14 Vanderci · C 16 Riva 71’ · A 11 Andrade 74’ |
| Tabárez | Allenatori | Jair Pereira |

## Verdetti

### Squadra vincitrice
| Copa de Oro 1992         |
| ------------------------ |
| Boca Juniors (1º titolo) |